# 천세라
천세라(1987년 2월 17일 ~ )는 대한민국의 레이싱 모델이다.

## 경력

### 레이싱모델 경력
- 2016년 넥센타이어 스피드레이싱 챔피언쉽 레이싱모델
- 2016년 원참피언쉽 라운드걸
- 2017년 넥센타이어 스피드레이싱 엔페라컵 펠라레이싱팀 레이싱모델
- 2018년 CJ대한통운 슈퍼레이스 챔피언쉽 레이싱모델

## 수상
- 2015년 - 제1회 코리아 레이싱모델 쇼 & 컨테스트 금상
- 2016년 - 레이싱모델 어워드 포토제닉상